# 狭叶费菜
狭叶费菜（学名：Sedum aizoon f. angustifolium）为景天科景天属费菜下的一个变型。

## 扩展阅读
- 維基物種上的相關：狭叶费菜